# La Suprême Épopée
La Suprême Épopée est un film français réalisé par Henri Desfontaines, sorti en 1919.

## Fiche technique
- Titre : La Suprême Épopée
- Réalisation : Henri Desfontaines[1]
- Scénario : d'après un poème d'Henri-André Legrand[1]
- Production : Marcel Vandal et Charles Delac[1]
- Musique : Camille Erlanger[1]
- Société de production : Le Film d'Art, Vandal et Delac[1]
- Distribution : Agence Générale Cinématographique[1]
- Format : noir et blanc - muet
- Genre : film de guerre
- Date de sortie : 15 avril 1919[1]